# Захід Занзібару
«Захід Занзібару» (англ. West of Zanzibar) — американський детектив режисера Тода Броунінга 1928 року.
«Захід Занзібару» Тода Браунінга — це перша екранізація знаменитої бродвейської п'єси «Конго». У цьому німому фільмі, зробленому на зорі звукового кіно, головну роль виконує Лон Чейні. Лон створив у цій картині один з найсильніших і найзапам'ятованіших образів. Образ людини, одержимої жадобою помсти.

## У ролях
- Лон Чейні — Фросо «Мертві-Ноги»
- Лайонел Беррімор — містер Крен
- Мері Нолан — Мейзі
- Ворнер Бакстер — Док
- Жаклін Гедсден — Анна
- Тайні Ворд — Тіні
- Балла Паша — Бейб
- Кертіс Неро — Бумбу